# Super Mario Galaxy 2
Super Mario Galaxy 2 (jap. スーパーマリオギャラクシー2 Sūpā Mario Gyarakushī Tsū) – wydana 23 maja 2010 gra z serii Mario. Gra została wyprodukowana przez Nintendo. Gra ukazała się na konsolę Wii i jest kontynuacją Super Mario Galaxy.

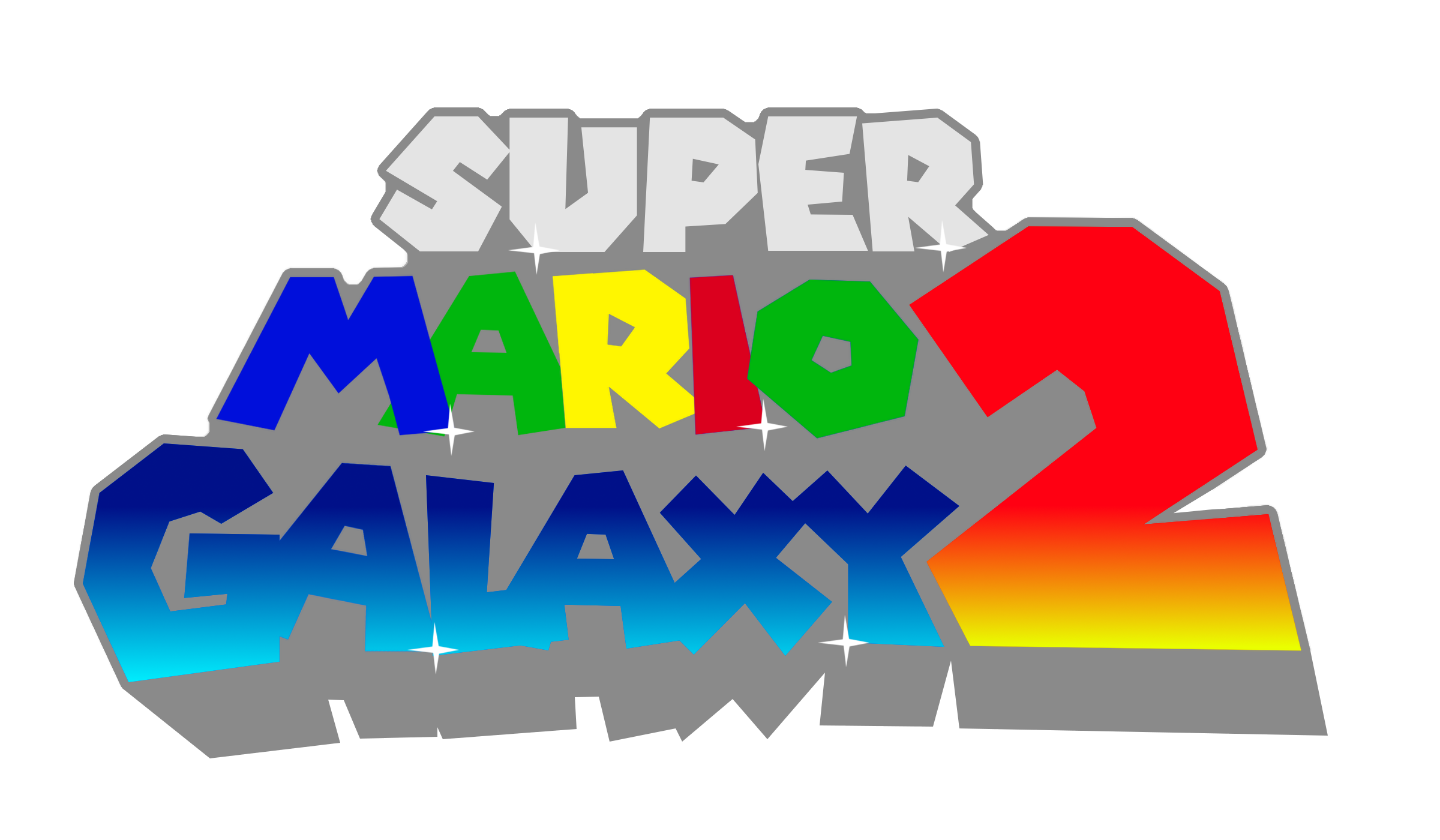
Oficjalne logo gry

Według portalu Game Rankings gra Super Mario Galaxy 2 jest trzecią w kolejności (zaraz po The Legend of Zelda: Ocarina of Time) grą wszech czasów.
Do 2015 roku gra sprzedała się w liczbie 6,72 miliona kopii na całym świecie, co czyni ją jedną z najlepiej sprzedających się gier na konsolę Wii.